# Jeremias Benjamin Richter
Jeremías Benjamín Richter (1762-1807) fue un químico alemán.
A él se le debe la noción de peso equivalente y la ley que lleva su nombre:

Los elementos se combinan en proporción a sus pesos equivalentes, multiplicados por números enteros y pequeños.

Esta ley, la última de las llamadas leyes estequiométricas, permitió la cristianización final de la nomenclatura química, y se debe considerar como un nexo entre la antigua Teoría atómica de Dalton y la teoría Atómico-Molecular moderna. 
Esta teoría dice que:
- La materia está formada por vacío y átomos.
- Los cristales y las moléculas son asociaciones de átomos, distintos o iguales, que siempre están en el mismo número.
- Los elementos químicos son sustancias que están formadas por átomos iguales.
- Los compuestos son sustancias creadas por moléculas o cristales con distintos átomos.

- Datos: Q61680
- Multimedia: Jeremias Benjamin Richter / Q61680